# Piramisszövegek

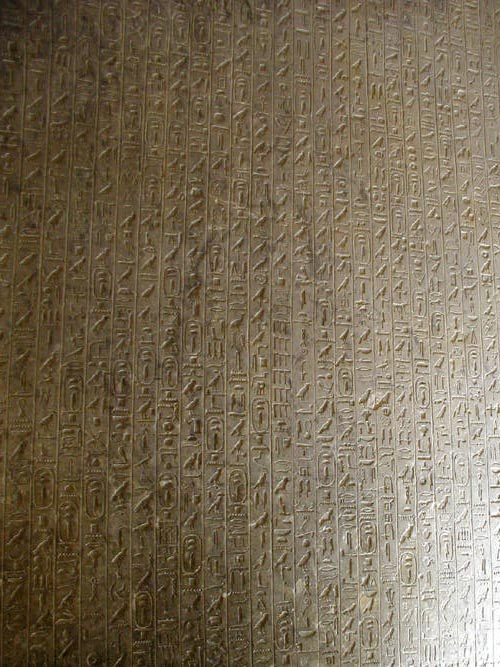
Piramisszövegek Teti fáraó szakkarai piramisában

A Piramisszövegek ókori egyiptomi vallásos szövegek az óbirodalom idejéből. Az V. és VI. dinasztia piramisainak belső falain, illetve a királyi szarkofágokon maradtak fenn. Ezek az ókori egyiptomi irodalom legrégebbi nagy terjedelmű emlékei, egyben a legrégebbi vallásos szövegek a világon. Óbirodalmi nyelven íródtak, elsőként az V. dinasztia utolsó fáraójának, Unisznak szakkarai piramisában jelentek meg, de vannak részei, melyek jóval régebbről származnak. A Piramisszövegekből alakult ki a középbirodalom idején használt Koporsószövegek, majd ebből az újbirodalmi Halottak Könyve. Ez utóbbiakkal ellentétben a Piramisszövegek használata királyi monopóliumnak számított.
A Piramisszövegek ún. varázsigékből vagy mondásokból állnak, melyek elsődlegesen a fáraó maradványainak védelmére, teste újjáéledésére irányulnak és arra, hogy segítsék eljutni a túlvilágra. Ennek több módját is leírják, a fáraó Thot szárnyán, vagy madárként repülve, létrán, tömjénfüstön lebegve vagy sugarakon jut fel az égbe, ahol ő maga is istenné válik. A szövegek az isteneket hívják segítségül, helyenként még fenyegetik is őket, ha nem segítenek. A Palermói kő után a Piramisszövegekben található Ozirisz legkorábbi említése; ő válik az egyiptomi vallásban a túlvilággal kapcsolatos legfontosabb istenséggé.

## Felfedezése és kiadások

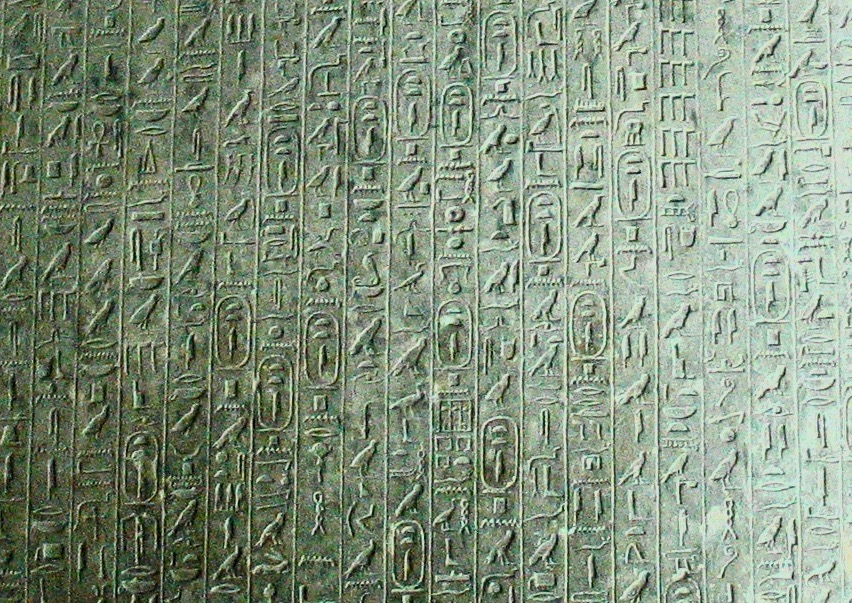
Piramisszövegek Teti fáraó szakkarai piramisában

A szövegeket 1881-ben Gaston Maspero fedezte fel s ő készítette az első kiadást is fordítással (Les Inscriptions des pyramides de Saqqarah, Bouillon, Paris, 1894). Az első teljes és kritikai kiadást, a hozzá tartozó (német) fordítással Kurt Sethe készítette, Unasz mellett Teti, I. Pepi, Merenré és II. Pepi piramisszövegei alapján 1908-1910 között. Az eredeti hieroglif szövegeket is tartalmazó két hatalmas kötet a mai napig az alapkiadásnak számít (a hozzá tartozó kritikai apparátust, valamint epigráfiai kötetet 1922-ben adta ki; Die Altägyptischen Pyramidentexte, 4 volumes, Darmstadt, Wissenschaftliche Buchgesellschaft, 1908/1960; Übersetzung und Kommentar zu den altägyptischen Pyramidentexten, 6 volumes, Augustin, Hamburg, 1935-1962). Rajta kívül csak Louis Speleers belga egyiptológus adta ki franciául 1923-1924-ben, de kommentárok nélkül az egészet (reprint 1934). Mivel a szövegek jelentős része hiányos vagy rongált, a további kutatások a mondások pontosítására irányultak és részkiadásokat eredményeztek.
Az első teljes angol fordítást, Sethe-ét kibővítve, Samuel Alfred Browne Mercer jegyzi 1952-ben (The Pyramid Texts, 3 volumes, Longmans, Green and Co., London, 1952; 1-714. mondás), utána Raymond O. Faulkner adja ki újra (The Ancient Egyptian Pyramid Texts, Oxford University Press, Oxford, 1969). Az Unasz piramisában található legrégebbi változat 228 úgynevezett „mondást” tartalmaz (ezeket tartalmazza Masperoé). Fentit egészítik ki más szövegekkel a VI. dinasztia piramisaiban található szövegek. Sethe első kiadása 714 mondást tartalmaz, mára az összes felfedezett mondások száma 759-re bővült, de egységes kiadása nincs.

## Külső hivatkozások
- (angol) Samuel A. B. Mercer fordítása
- (angol) The Complete Pyramid Texts of King Unas, Unis or Wenis (angol fordítás, bibliográfiával)
- (angol) Pyramid Texts Online. Unasz piramisszövegei hieroglifákkal és fordítással
- (angol) Egyptian Pyramid Texts from Aldokkan